# Gerhard Kerfin
Gerhard Kerfin (* 1. April 1935 in Nauen; † 6. April 2016 in Berlin; bürgerlich Gerhard Bielicke) war ein deutscher Lyriker und Schriftsteller aus dem Künstlerkreis der Berliner Malerpoeten (Kreuzberger Bohème).

## Leben und Wirken
Gerhard Kerfin wurde 1935 in Nauen (Kreis Osthavelland) geboren. Er war ein uneheliches Kind. Seine Mutter brachte ihn später in ein Kinderheim, in dem er drei Jahre verbrachte, bis er entkam. Ab 1953 studierte er an der Arbeiter-und-Bauern-Fakultät in Rostock, brach aber vorzeitig ab und siedelte 1956 um nach West-Berlin. Nach einer Ausbildung zum Betriebsschlosser legte er 1958 sein Abitur in West-Berlin ab. Bis 1963 arbeitete er anschließend bei der Berliner Zollverwaltung als Inspektor. Schon in Rostock hatte er angefangen, Gedichte zu schreiben.
Kerfin fand fast zwangsläufig den Weg in die Kneipen Leierkasten und Die Kleine Weltlaterne, wo sich um 1960 die Künstler des Kreuzberger Kiezes trafen. Seine Beamtenlaufbahn brach er ab. Als Künstlernamen wählte er den Familiennamen seiner Großmutter.
Der Leierkasten diente eigentlich als „Start und Endstation für Maler“, wahlweise als „Reservoir für Gammler, Säufer, Künstler aller Art“, wie der Gründer, Künstlerchef und Hauptbetreiber Kurt Mühlenhaupt selbst es in einem Plakatentwurf beschrieb. Kerfin begegnete hier auch dem Kreis um Karl-Heinz Herwig, Hellmut Kotschenreuther und vielen anderen.
Kerfin wurde zunächst Faktotum und Gehilfe im Trödlerladen von Kurt Mühlenhaupt und auch Dichter. Mühlenhaupt und Gerhard wurden Freunde. Die Freundschaft hielt lebenslang. 1965 schrieb die Berliner Morgenpost über Kerfin: „Seine Liebe gehört der Lyrik“, und etwas weiter unten: „Ein westdeutscher Verlag will jetzt die Werke von Gerhard Kerfin in größerer Auflage herausbringen.“ Dazu ist es nie gekommen. Die ersten beiden Bücher Kerfins waren noch handgeschrieben, aber dann lernte er Hugo Hoffmann kennen, der in seiner Atelier-Handpresse im Lauf der Jahre zehn Bücher von ihm herausgab. Kerfin half mit beim Buchbinden und beim Vertrieb.
Er pendelte immer wieder zwischen Lohnarbeit und Lyrik, arbeitete als Bote, Hausmeister, in einem Jugendheim, in einer Hutmacherei, als Gärtner und als Wächter. Berlin verließ er selten, machte aber Reisen nach Bali.
Seine Verse trug er gerne laut vor. Einmal wurde ihm auf dem Kreuzberger Bildermarkt das Rezitieren von der Polizei untersagt, weil es gegen die Marktordnung verstoße.
Als er 1975 den Kreuzberger Künstler Kreis e.V. mitgründete, wurde er dessen stellvertretender Vorsitzender, betreute die Vereinsgalerie und war für die Medienarbeit verantwortlich. Zweimal las er aus seinen Gedichten im Fernsehen und las beim Sender Freies Berlin.
1981 erhielt er das Schwalenberg-Stipendium, das sein einziges bleiben sollte.
Ein Jahr nach dem Tod seiner Ehefrau 1991 sprang Kerfin aus dem Fenster des zweiten Stocks eines Altbaus, auch weil er fürchtete, seine Wohnung nicht mehr halten zu können. Ein Dreivierteljahr verbrachte er im Krankenhaus und im Rollstuhl, danach ein halbes Jahr in der Psychiatrie.
Kerfin galt in den 2000ern als eine feste Lokalgröße im Kreuzberger Kiez. Er führte lebenslang eine innere Doppelexistenz. Mit 16 las er, ungewöhnlich für einen Lehrling, Hegel. Später fühlte er sich als Handwerker und als Dichter. Daraus resultierte ein dauernder innerer Spagat, der ihn zu seiner unverwechselbaren Aussageform führte: eine schnelle und präzise Sprache, weil ihm zum gemächlichen Schreiben oft die Zeit fehlte.
polizei

bericht

nennt sie

stadtstreicher

täglich

unterwegs

brotsuche im straßenkehricht

in abfalltonnen

ein gepflegter hund

wird gassi

gehen
(Ausschnitt aus polizeibericht, 1982.)
Im Laufe der Jahrzehnte hat er fast vierhundert Lesungen veranstaltet und veröffentlichte 17 Bücher, in Auflagen von nur 300 bis 500 Stück. Die meisten Exemplare sind nicht verkauft, sondern verschenkt worden. Sie sind nummeriert, signiert und mit hochwertigen Holz- und Linolschnitten versehen.

## Werke (Auswahl)
- von hollywood bis hinter tegel. (Illustrationen: Artur Märchen). Eigenverlag Gerhard Kerfin, Berlin 1965[7]
- Moderne Stadt. (Illustrationen: Artur Märchen). Eigenverlag Gerhard Kerfin, Berlin 1966

- Wem die Polizeistunde schlägt. (Illustrationen: Artur Märchen), Eigenverlag Monte Cruce, 1968

- Allgemeine Hausordnung zur Verhütung von Haus- und Flurschäden. (Illustrationen: Willi Mühlenhaupt), Eigenverlag Monte Cruce 1969

- In den Hosenlatz gesprochen. (Illustrationen: Kurt Mühlenhaupt), Atelier-Handpresse, Berlin 1970

- Die wundersame Rettung der Stadt F. (Illustrationen: Wolfgang Simon), Atelier-Handpresse, Berlin: 1972
- Zwischenrufe. Gedichte und Prosa. (Illustrationen: Wolfgang Simon), Atelier-Handpresse, Berlin 1975
- Doch gering ist die Hoffnung. Gedichte u. kleine Prosa (Illustrationen: Walter Koschwitz), Atelier-Handpresse, Berlin 1976
- Wenn Menschensprache verdächtig klingt. (Illustrationen: Kurt Mühlenhaupt), Atelier-Handpresse, Berlin 1978
- Gedichte, die Namen tragen. (Illustrationen: Karl-Heinz Grage), Atelier-Handpresse, Berlin 1979
- Schwalenberg: kleine Chronik in Gedichten. (Illustrationen: Manfred Zeh), Atelier-Handpresse, Berlin 1982
- Wer Wachteln liebt, fürchtet ihre Zungenfresser. (Illustrationen: Rudi Lesser). Atelier-Handpresse, Berlin 1982
- In Würfelwurfweite wissen wir Hölle. (Illustrationen: Günter Bruno Fuchs), Atelier-Handpresse, Berlin 1988
- Als ich mit Sauriern spazieren ging. (Illustrationen: Kurt Mühlenhaupt). Atelier-Handpresse, Berlin 1993
- Im Dämmerlicht alter Alleen. Monte Cruce MCMXCVI. Gedichte. (Illustrationen: Ursula Braune). Edition Druckatelier Schwarze Kunst, Berlin 1996
- Indonesisches Tagebuch. Gedichte einer Bali-Reise. Monte cruce MCMCXCVIII. (Illustrationen: Ursula Braune u. Sylvie Gerschmer), Druckerei Gerike, Berlin 1998
- fährtensuche. grafische und lyrische stenogramme. (zus. mit Hans Kühne), Verlag Michael Kühne, Burg 2002
- Unstillbarer Durst. Monte cruce MMIV. Gedichte. (Illustrationen: Michael Kühne u. Michael Frey), Atelier-Handpresse, Berlin 2004
- Erinnerungen und Augenblicke. Eine Biografie (1945–1995). Gedichte und Geschichten, Druckerei Gerike, Berlin 2006